# Vinterbrons naturreservat
Vinterbrons naturreservat är ett naturreservat i Lekebergs kommun i Örebro län.
Området är naturskyddat sedan 2024 och är 3,4 hektar stort. Reservatet ligger norr om Mullhyttan och består av en sträcka av vattendraget Lillån, med både öring och flodpärlmusslan, och omgivande naturskogsartad barrblandskog och lövskog.